# Пабло Куевас
Пабло Габриел Куевас Урос (на испански: Pablo Gabriel Cuevas Urroz) е уругвайски тенисист. 

## Биография
Пабло Куевас е роден на 1 януари 1986 г. в Конкордия, Аржентина. Пабло е по-големия от двамата синове на Габриел и Лусила Куевас, по-малкия му брат Мартин също играе професионално тенис. Пабло играе тенис от шестгодишна възраст. Любимата му повърхност е клей, най-добрия му удар е бекхенд.
Съпругата на Куевас се казва Кларита. През 2014 г. му се ражда дъщеря Алфонсина, а след това има още едно дете..

## Кариера
Пабло Куевас печели титлата на двойки на Откритото първенство на Франция през 2008 г. с Луис Хорна.
Той печели шест титли на сингъл и достига най-високо класиране на сингъл в световната ранглиста 19, постигнато през август 2016 г. Най-високото класиране на двойки в кариерата на Куевас е номер 14 в света, което той постига през април 2009 г.
През септември 2019 г. Куевас изведе отбора на Уругвай за Купа Дейвис до победа над Доминиканската република, спечелвайки влизане в най-високото ниво за Купа Дейвис, Световната група.

## Кариерна статистика

### ATP финали (6 титли; 10 финала)
|        | П–З | Година | Турнир         | Клас      | Настилка | Опонент               | Резултат           |
| ------ | --- | ------ | -------------- | --------- | -------- | --------------------- | ------------------ |
| Победа | 1–0 | 2014   | Швеция Оупън   | 250 серии | Клей     | Жоао Соуса            | 6–2, 6–1           |
| Победа | 2–0 | 2014   | Хърватия Оупън | 250 серии | Клей     | Томи Робредо          | 6–3, 6–4           |
| Победа | 3–0 | 2015   | Брасил Оупън   | 250 серии | Клей (з) | Лука Вани             | 6–4, 3–6, 7–6(7–4) |
| Загуба | 3–1 | 2015   | Истанбул Оупън | 250 серии | Клей     | Роджър Федерер        | 3–6, 6–7(11–13)    |
| Победа | 4–1 | 2016   | Рио Оупън      | 500 серии | Клей     | Гидо Пела             | 6–4, 6–7(5–7), 6–4 |
| Победа | 5–1 | 2016   | Брасил Оупън   | 250 серии | Клей     | Пабло Каренио Буста   | 7–6(7–4), 6–3      |
| Загуба | 5–2 | 2016   | Нотингам Оупън | 250 серии | Трева    | Стив Джонсън          | 6–7(5–7), 5–7      |
| Загуба | 5–3 | 2016   | Германия Оупън | 500 серии | Клей     | Мартин Клижан         | 1–6, 4–6           |
| Победа | 6–3 | 2017   | Брасил Оупън   | 250 серии | Клей     | Алберт Рамос Виньолас | 6–7(3–7), 6–4, 6–4 |
| Загуба | 6–4 | 2019   | Ещорил Оупън   | 250 серии | Клей     | Стефанос Циципас      | 3–6, 6–7(4–7)      |